# Račica (gmina Šmartno pri Litiji)
Račica – wieś w Słowenii, w gminie Šmartno pri Litiji. W 2018 roku liczyła 57 mieszkańców.